# Fria Ord
Fria Ord (în română Cuvântul liber) a fost o revistă publicată de către organizația de extremă dreaptă Liga Națională a Suediei (SNF) între 1951 și 1989. Revista a înlocuit Dagsposten ca organ oficial de presă al SNF. Printre colaboratorii marcanți s-au numărat Christopher Jolin, Sven Lundehäll și Tommy Hansson.

## Contestarea autenticitățiiJurnalului Annei Frank
Fria Ord a fost una dintre primele publicații care au contestat autenticitatea Jurnalului Annei Frank. În noiembrie 1957 criticul literar danez Harald Nielsen, care scrisese anterior articole antisemite despre autorul evreu danez Georg Brandes, a publicat aici articolul „Judisk Psyke – En studie kring Anne Frank och Meyer Levin”. Printre altele, se susținea în acel articol că versiunea finală a jurnalului a fost scrisă de Meyer Levin.

## Redactori-șefi
- 1951-1958: Teodor Telander
- 1958-1971: Rütger Essén
- 1971-1989: Clas af Ugglas